# St Blane’s Chapel
Die Ruinen der St Blane’s Chapel liegen innerhalb einer noch erkennbaren Einhegung aus Trockenmauerwerk („the Causeway“ genannt). Der Standort liegt bei Kingarth, nahe der Südspitze der Isle of Bute in Schottland und ist der Rest eines Klosters.

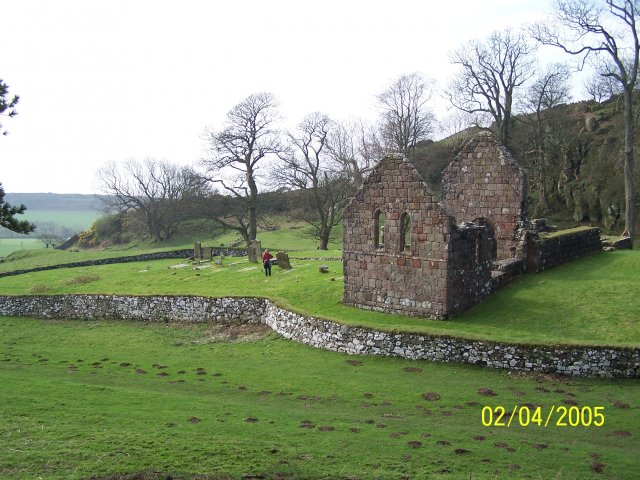
Die Kapelle

St. Blane, der im 6. Jahrhundert in Bute geboren wurde, ging nach Irland und kehrte zurück, um etwa um 575 n. Chr. das Kloster zu gründen, das bis zu einem Wikingerüberfall, etwa um 800 n. Chr. bestand. An der Stelle der ursprünglichen Anlage von 575 steht heute die Ruine einer mittelalterlichen Kapelle aus dem 12. Jahrhundert. Blane, der laut den Martyrologies of Gorman, Oengus und Tallagh (um 800 verfasst) im 6. Jahrhundert in Bute geboren und in Irland ausgebildet wurde, war der Neffe des Heiligen Cattan, der auch als Gründer der Klöster von Cainnech (598) und Comgall (600) gilt. Blane kam aus Irland zurück, um die Gemeinde von St. Blanes zu betreuen, und starb etwa 630. Das erste genau bekannte Datum ist aber erst das Todesjahr des Bischofs Daniel von Kingarth im Jahre 659. Das Kloster wurde im 11. Jahrhundert, noch während der Normannenherrschaft, wiederhergestellt. Von den Klosterbauten an der Bay of Dunagoil überlebte nur eine romanische Kirche aus dem 12. Jahrhundert. Sie umfasst das Schiff einen verzierten Chorbogen und den Chor. Erbauer der Kirche war der 1204 verstorbene Alan fitz Walter, der zweite High Steward of Scotland. Im Jahr seines Todes, gab er die Bauerlaubnis an die Mönche von Paisley Abbey in Renfrewshire. Daneben es gibt mehrere einfache frühchristliche Kreuzsteine auf dem bis 1661 nach Geschlechtern getrennt genutzten Friedhof. Eine große steinerne Rotunde, auch als der „Kessel des Teufels“ bekannt, wird mit der frühkirchlichen Nutzung des Standorts verbunden. Die 2,5 m starke Trockenmauer umschließt einen inneren Bereich von etwa zehn Meter Durchmesser. Der Eingang des Baus, der wahrscheinlich die Basis eines Rundturms bildete, liegt an der Südostseite. Die Kirche mit feiner romanischer Schnitzerei umfasst ein Mittelschiff und einen Chorraum und stammt aus dem 12. Jahrhundert. Die Anlage verfiel später. Ende des 19. Jahrhunderts vorgenommene Grabungen produzierten Werkstattüberbleibsel, die anzeigen, dass hier im 9. Jahrhundert Kunstobjekte hergestellt wurden.
Der Brunnen neben der Kapelle soll ein Síd (auch Sidh) sein, die Wohnung einer Fee, die Unfruchtbarkeit heilen konnte, wenn sie Geschenke aus Gold oder Silber erhielt. Dieser Aberglaube hielt sich bis in die erste Hälfte des 20. Jahrhunderts.